# Paris-Montargis
Paris-Montargis est une course cycliste française qui relie la Capitale et la commune de Montargis, dans le département du Loiret. Créée au début du XXe siècle, cette épreuve connaît plusieurs interruptions durant son histoire. Elle est organisée par l'UC Longjumeau entre 1971 et 1990.

## Palmarès
| Année     | Vainqueur                          | Deuxième                           | Troisième                          |
| --------- | ---------------------------------- | ---------------------------------- | ---------------------------------- |
| 1904      | Henri Lignon                       | Philippe Pautrat                   | Bidault                            |
| 1905-1908 | Pas organisé ou résultats inconnus | Pas organisé ou résultats inconnus | Pas organisé ou résultats inconnus |
| 1909      | Charles Antonin                    | Henri Massicot                     | Rolland                            |
| 1910-1912 | Pas organisé ou résultats inconnus | Pas organisé ou résultats inconnus | Pas organisé ou résultats inconnus |
| 1913      | Romain Bellenger                   | Chapelin                           | Robert Rabbe                       |
| 1914-1924 | Pas organisé ou résultats inconnus | Pas organisé ou résultats inconnus | Pas organisé ou résultats inconnus |
| 1925      | Marcel Bidot                       |                                    |                                    |
| 1926-1933 | Pas organisé ou résultats inconnus | Pas organisé ou résultats inconnus | Pas organisé ou résultats inconnus |
| 1934      | René-Paul Corallini                | Robert Maisonneuve                 | A. Laurence                        |
| 1935-1945 | Pas organisé ou résultats inconnus | Pas organisé ou résultats inconnus | Pas organisé ou résultats inconnus |
| 1946      | Thiriot                            | Sanson                             | Eugène Géraux                      |
| 1947-1954 | Pas organisé ou résultats inconnus | Pas organisé ou résultats inconnus | Pas organisé ou résultats inconnus |
| 1955      | Jean Raynal                        | Jean de Vries                      | André Mézière                      |
| 1956-1970 | Pas organisé ou résultats inconnus | Pas organisé ou résultats inconnus | Pas organisé ou résultats inconnus |
| 1971      | Jean-Pierre Guitard                | Jean-Pierre Peyrebesse             | Daniel Salles                      |
| 1972      | Marcel Duchemin                    | Patrick Béon                       | André Corbeau                      |
| 1973      | André Corbeau                      | Patrick Béon                       | Michel Demore                      |
| 1974      | Patrick Derosier                   | Jacky Barteau                      | José Beurel                        |
| 1975      | Jean Toso                          | Bernard Lagueyrie                  | Steve Heffernan (de)               |
| 1976      | Pas organisé                       | Pas organisé                       | Pas organisé                       |
| 1977      | Guy Gallopin                       | Alain Urvoy                        | Pascal Toussaint                   |
| 1978      | Armand Bongibault                  | Hervé Desriac                      | Philippe Martin                    |
| 1979      | Daniel Amardeilh                   | Pascal Poisson                     | Philippe Badouard                  |
| 1980      | Guy Gallopin                       | Serge Beucherie                    | Guy Craz                           |
| 1981      | Patrick Derosier                   | Fabien De Vooght                   | Roland Hamon                       |
| 1982      | Allan Peiper                       | Thierry Barrault                   | Guy Craz                           |
| 1983      | Daniel Mahier                      | Rusty Lopez                        | Rick Flood                         |
| 1984      | Bernard Chesneau                   | Hervé Desriac                      | Laurent Eudeline                   |
| 1985      | Éric Gibeaux                       | Philippe Tesnière                  | Didier Champion                    |
| 1986      | Pas organisé                       | Pas organisé                       | Pas organisé                       |
| 1987      | Candido Diaz                       | Dominique Poirier                  | Thierry Barrault                   |
| 1988      | Jean-Claude Annaert                | Thierry Barrault                   | Hervé Lepinay                      |
| 1989      | Claude Carlin                      | Denis Schinella                    | Christophe Capelle                 |
| 1990      | Thierry Barrault                   | Pierre-Henri Menthéour             | André Urbanek                      |